# Список авиакомпаний Пакистана
Началом развития Авиационной промышленности Пакистана принято считать объединение двух авиакомпаний, Orient Airways и Pakistan International Airlines Corporation, результатом чего стало создание национального авиаперевозчика Пакистана Pakistan International Airlines, больше известного под торговой маркой PIA. Национальная авиакомпания на протяжении многих лет оставалась единственным оператором рынка авиационных перевозок страны, однако в последние годы на рынке начали появляться небольшие авиакомпании — конкуренты PIA, развивающиеся и в настоящее время.
В начале 90-х годов прошлого века в стране появились сразу четыре частных авиакомпании, работу и развитие которых нельзя назвать лёгким процессом. Во-первых, частным перевозчикам необходимо держать собственную марку на очень высоком уровне, поскольку постоянно приходится конкурировать с флагманской авиакомпанией, находящейся в собственности государства и под контролем правительства страны. Во-вторых, вводимые Организацией Объединённых Наций санкции против Пакистана и соседней Индии серьёзным образом сказываются на объёмах пассажирских авиаперевозок обеих стран, в результате чего в первую очередь страдают частные авиакомпании — в период действия санкций ООН было ликвидировано два частных авиаперевозчика Пакистана.
Рынок авиаперевозок страны в целом оставался стабильным с доминирующей ролью Pakistan International Airlines и лишь в начале XXI века появился ещё один серьёзный конкурент в лице авиакомпании Airblue, воздушный парк которой составляли новые современные лайнеры.

## Действующие авиакомпании

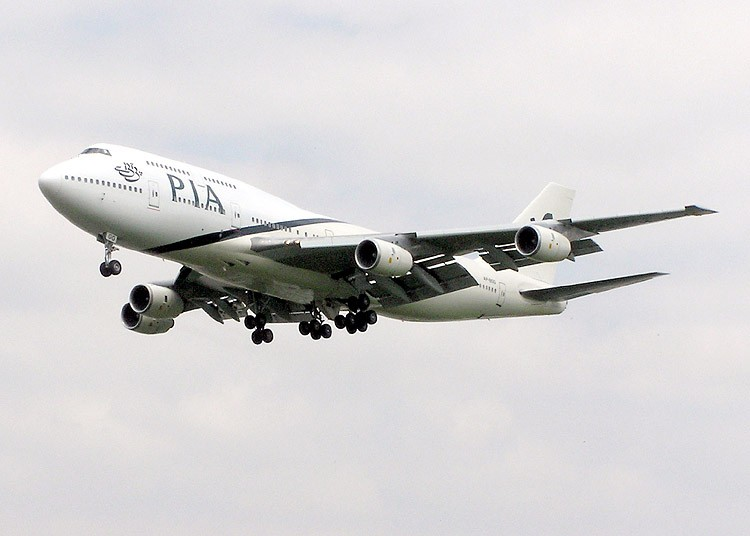
Boeing 747-300 авиакомпании Pakistan International Airlines в современной ливрее

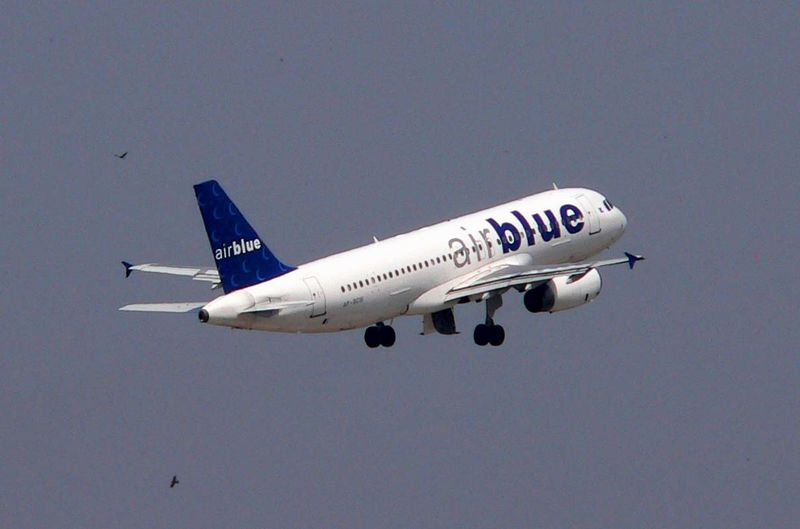
A320-200 авиакомпании Airblue

- Airblue
- Bhoja Air
- Pakistan International Airlines
- Shaheen Air International

## Грузовые авиакомпании
- AST Pakistan Airways
- Pakistan International Cargo
- Royal Airlines Cargo
- Star Air
- TCS Couriers
- Vision Air International
- Pakistan Railways

## Чартерные авиакомпании
- Askari Aviation
- AST Pakistan Airways
- Aircraft Sales and Services Limited (ASSL)
- Jahangir Siddiqui Charter
- JS Air Limited
- Pakistan Aviators & Aviation
- Regency Air
- Royal Airlines
- Schon Air
- Princely Jets
- Vision Air International

## Планируют выйти на рынок перевозок
- Air Kashmir
- Air Mashriq
- Dewan International Airlines
- Pearl Air
- Pakistan Airways
- Sialkot Airways
- HS Air

## Нефункционирующие авиакомпании

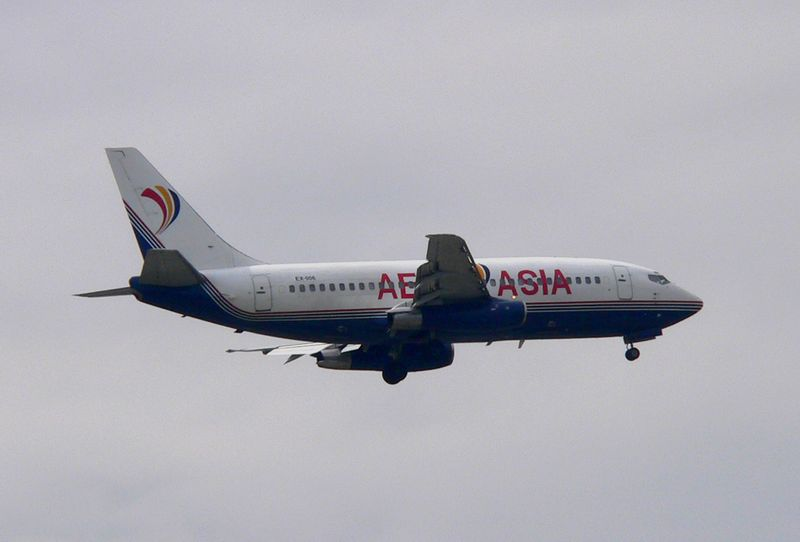
Boeing 737-200 авиакомпании Aero Asia International в заходе на посадку

- Aero Asia International
- Cresent Air Transport
- Hajvairy Airlines
- Orient Airways
- Pak-Air
- Raji Airlines
- Safe Air

## Авиационная индустрия
- Pakistan Aeronautical Complex
- Precision Engineering Complex
- Scaled Aviation Industries Limited